# 富田克也
富田 克也（とみた かつや、1972年 - ）は、日本の映画監督、脚本家。映画作家集団空族の一員である。

## 経歴
山梨県甲府市出身。映画美学校フィクション・コース第1期初等科修了。2003年、デビュー作『雲の上』を監督する。2007年、映画美学校映画祭スカラシップ作品『国道20号線』を監督し、『映画芸術』誌上で2007年の日本映画ベスト9位に選ばれる。2011年、『サウダーヂ』が第64回ロカルノ国際映画祭で独立批評家連盟特別賞を受賞したほか、第33回ナント三大陸映画祭で金の気球賞を受賞し、翌年の第66回毎日映画コンクールでは日本映画優秀賞と監督賞を受賞した。
2016年、『バンコクナイツ』で第69回ロカルノ国際映画祭・インターナショナルコンペティション部門で若手審査員賞を受賞。毎日映画コンクールでは、監督賞と音楽賞をダブル受賞。
2019年、全国曹洞宗青年会より依頼を受け『典座 -TENZO-』を制作。第72回カンヌ国際映画祭において批評家週間「特別招待部門」へ選出された。
また、山口情報芸術センター（YCAM）の企画にて、『バンコクナイツ』の制作過程を追った初の映像インスタレーション作品、『潜行一千里』（5面マルチスクリーン）を発表。続いて2023年には、札幌市民交流プラザ（SCARTS）にて、台湾島をテーマにした4面マルチスクリーンの映像インスタレーション『ILHA FORMOSA』を発表。2025年、愛知県美術館の製作によりこれまでの台湾潜入をまとめたドキュメンタリー映画『潜行一千里 ILHA FORMOSA』が完成した。

## フィルモグラフィー
映画作品
- 雲の上（2003年） - 監督・脚本
- 国道20号線（2007年） - 監督・脚本・編集
- FURUSATO2009(2010年)　- 監督・撮影
- サウダーヂ（2011年） - 監督・脚本・編集　※第85回キネマ旬報ベスト・テン 6位
- Rap in TONDO（2012年）- 監督・撮影・編集
- バビロン2 THE OZAWA（2012年） - 主演・撮影・編集
- 同じ星の下、それぞれの夜「チェンライの娘」（2012年） - 監督・脚本
- バンコクナイツ（2016年） - 監督・出演：オザワ 役[15]
- 典座-TENZO-（2019年） - 監督・脚本
- 潜行一千里 ILHA FORMOSA（2025年）- 監督

その他映画以外の作品
- インスタレーション潜行一千里[16]（2016年）- 演出・編集
- インスタレーションILHA FORMOSA[17]（2023年）- 演出・編集

## 著書
- バンコクナイツ: 潜行一千里（2017年、河出書房新社） - 相澤虎之助との共著